# Prenzlau (Queensland)
Prenzlau ist eine Stadt mit 408 Einwohnern im Lockyer Valley Gebiet, im Südosten von Queensland, Australien. Sie ist Teil der LGA Somerset und sehr durch Landwirtschaft geprägt. Der Ort befindet sich etwa 70 km westlich von Brisbane unmittelbar am Warrego Highway.
Dieses Gebiet wurde Ende des 19. Jahrhunderts von deutschen Einwanderern aus der Uckermark, hauptsächlich aus Prenzlau, besiedelt. Die 1894 gegründete Prenzlau State School besteht noch heute mit ungefähr 30 Schülern und es wird auch jetzt noch unter anderem Deutsch gelehrt. Von 1894 bis 1968 gab es in Prenzlau eine Poststelle.
Neben Prenzlau gibt es dort noch zahlreiche weitere von Deutschen gegründete Orte, wie zum Beispiel Minden und Marburg.